# L'avamposto degli uomini perduti
L'avamposto degli uomini perduti (Only the Valiant) è un film western del 1951 diretto da Gordon Douglas, ispirato al romanzo omonimo di Charles Marquis Warren.

## Trama
Il capitano Richard Lance è ritenuto ingiustamente responsabile dai suoi uomini e dalla sua fidanzata del massacro di una giovane da parte dei pellerossa. Sapendo che il forte è in pericolo per il probabile attacco di un pericoloso capo indiano fuggito dalla prigione, Lance, a capo di un piccolo gruppo di uomini, per lo più disertori, a difesa dall'imminente assalto si posiziona in un fortino abbandonato sulla via di passaggio verso il forte. Gli uomini del gruppo lo odiano e sperano che muoia, ma la sua determinazione, coraggio e capacità di comando li convincono alla fine a collaborare alla difesa.